# Tremoctopus gelatus
Tremoctopus gelatus är en bläckfiskart som beskrevs av Thomas 1977. Tremoctopus gelatus ingår i släktet Tremoctopus och familjen Tremoctopodidae. Inga underarter finns listade i Catalogue of Life.